# Браян Болланд
Браян Болланд (англ. Brian Bolland; 26 березня 1951, Лінкольншир, Англія, Велика Британія) —  англійський художник коміксів.

## Кар'єра
У комікс-індустрію Браян прийшов 1975 року. Він розпочав кар'єру у британському журналі 2000 AD, для якого малював популярні в той час стріпи. Там він відточив свій стиль, який вирізнявся чіткими лініями і скрупульозним ставленням до деталей. Його найпопулярнішою роботою того часу стали комікси про Суддю Дреда. Браян також виступив художником 12 випусків серії «Camelot 3000» і синглу «Бетмен: Убивчий жарт» видавництва DC, після чого майже повністю зосередився на ілюстраціях для обкладинок. Відтоді він заробив репутацію одного з найкращих художників обкладинок в індустрії. Його граційно скомпоновані та витончено вималювані роботи прикрасили обкладинки багатьох серій, зокрема «Animal Man», «Бетмен», «Флеш», «The Invisibles», «Диво-жінка» і багатьох інших.